# Émile Roux
Pour les articles homonymes, voir Émile Roux (homonymie) et Roux.
Pierre Paul Émile Roux, né le 17 décembre 1853 à Confolens (Charente) et mort le 3 novembre 1933  à Paris, est un médecin, bactériologiste et immunologiste français. Il fut l'un des plus proches collaborateurs de Pasteur (1822-1895) et fonda avec lui l'Institut Pasteur. Il découvrit le sérum antidiphtérique, première thérapie efficace contre cette maladie.

## Biographie
Sa famille, tant du côté de son père (Jean Roux, 1810-1862) que du côté de sa mère (Marthe Madeleine Pintaud, 1812-1884), est originaire de Confolens. À la mort de son père, principal du collège de Confolens, le jeune Émile Roux est élevé par sa sœur aînée et son mari. Il étudie à Aurillac et au Puy-en-Velay. Il obtient son baccalauréat à Clermont-Ferrand en 1871. Il obtient sa licence ès sciences en 1871 et commence, en 1872, à étudier à la faculté de médecine de Clermont-Ferrand. Il travaille d'abord comme étudiant-assistant en chimie à la Faculté des sciences, sous la direction d'Émile Duclaux (1840-1904). De 1874 à 1878, il poursuit ses études à Paris, où il est admis comme assistant clinique à l'Hôtel-Dieu. De 1874 à 1877, il est élève à l'École militaire du Val-de-Grâce, mais doit la quitter pour n'avoir pas présenté sa thèse en temps voulu. Roux est renvoyé de l'armée en 1877.
En 1878, il commence à travailler à la Sorbonne comme assistant du cours sur la fermentation que donne son patron Duclaux, qui le recommande à Louis Pasteur, qui cherchait des assistants. Il travaille alors au laboratoire de Pasteur comme assistant de recherche de 1878 à 1883 à l'École normale supérieure de Paris, ses recherches étant axées sur l'origine microbienne des maladies. Il dédie ainsi toute sa vie à l'étude des microbes et des maladies infectieuses.
En 1916, il s'installe dans un petit appartement de l'hôpital Pasteur dans le 15e arrondissement de Paris. Resté célibataire, il y meurt le 3 novembre 1933. Le 9 novembre ont lieu ses funérailles nationales, à la suite de quoi il est inhumé dans la crypte de l'institut Pasteur.

## Travaux scientifiques
Il étudie avec Pasteur le choléra des poules (1879-1880).
Il étudie également avec Pasteur la maladie du charbon (1879-1890), et participe à l'expérience célèbre de Pouilly-le-Fort, expérience publique de vaccination d'animaux contre le charbon.
En mai 1881, à Pouilly-le-Fort, près de Melun, Pasteur réalise une grande expérience de vaccination contre le charbon sur 50 moutons. Il prépare deux lots de 25. Le premier lot reçoit, à 15 jours d'intervalle, deux injections de vaccin anti-charbonneux préparé par Pasteur et ses collaborateurs. Puis les deux lots reçoivent une injection de culture vivante de bacille charbonneux. Tous les animaux non vaccinés meurent. Tous les vaccinés survivent. Pasteur, qui n'est pas médecin mais chimiste, est désormais célèbre.
Se référant aux souvenirs publiés en 1937-1938 par le bactériologiste Adrien Loir, neveu et ancien assistant-préparateur de Pasteur, Émile Lagrange, biographe d'Émile Roux, écrit : 

« En réalité, [Émile Roux] n'est pas seulement l'exécutant de Pasteur, il peut se rendre cette justice d'avoir, avec Chamberland, sauvé le prestige de son patron. C'est lui le vrai vainqueur de Pouilly-le-Fort. [...] Ce n'est qu'en 1883, dans deux notes successives, que sera dévoilé le procédé d'atténuation découvert par Chamberland et Roux, Pasteur ayant refusé jusque-là qu'il soit publié. Ils l'annoncent comme un fait divers ; c'est la clé de la méthode. Roux est obligé d'y revenir en 1890, pour attirer l'attention sur ce travail considérable qui est passé inaperçu. »

En 1883, Roux présente sa thèse de doctorat, intitulée Des nouvelles acquisitions sur la rage, Paris, où il décrit les recherches qu'il mène avec Pasteur sur ce sujet depuis 1881, et qui devaient conduire à la première vaccination contre cette maladie redoutable. Roux est alors reconnu comme un expert dans les sciences nouvelles qu'étaient la microbiologie médicale et l'immunologie.
Avec d'autres assistants de Pasteur, Edmond Nocard (1850-1903), Louis Thuillier (1856-1883) et Isidore Straus (1845-1896), il se rend en 1883 en Égypte, pour y étudier une épidémie de choléra humain. Ces chercheurs échouent cependant dans leur tentative d'isoler le germe responsable de cette maladie, lequel ne devait être découvert que plus tard à Alexandrie par le médecin allemand Robert Koch (1843-1910) (il s'agissait en fait d'une redécouverte, car l'agent du choléra avait déjà été isolé en 1854 par Filippo Pacini).

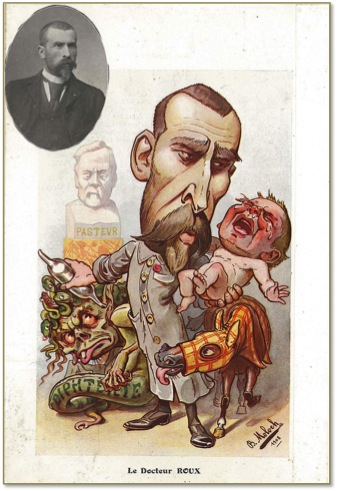
Pour la revue Chanteclair, le caricaturiste Hector Moloch dessine en 1908 le docteur Émile Roux sur le point de vacciner un bébé : le buste de Pasteur approuve, le bacille de la diphtérie recule...

En 1888, il publie avec Alexandre Yersin (1863-1943) le premier de ses travaux classiques sur l'origine de la diphtérie, due au bacille de Klebs-Loeffler, maladie alors très fréquente et mortelle, particulièrement chez les enfants. Loeffler avait pressenti que le bacille produisait son effet par une toxine, mais n'avait pas isolé cette toxine, ce qui fut l'œuvre de Roux et Yersin. Il s'agissait d'ailleurs de la première toxine isolée dans l'histoire de la microbiologie. Roux en étudie les propriétés et commence en 1891 à mettre au point un sérum efficace pour traiter la maladie, après qu'Emil Adolf von Behring et Shibasaburo Kitasato ont démontré qu'il était possible de produire chez des animaux des anticorps contre la toxine diphtérique. Roux, Martin et Chaillou testèrent l'efficacité thérapeutique du sérum antidiphtérique sur des enfants à l'Hôpital Trousseau et à l'Hôpital des Enfants-Malades. Le résultat fut 316 morts sur 520 traités par les méthodes classiques, contre 109 morts sur 448 traités par le sérum. Ce succès valut à Émile Roux d'être salué comme héros de la science dans les congrès médicaux partout en Europe.
Durant la Première Guerre mondiale, il est au Conseil d'hygiène de l'armée. Il est le président d'honneur du Congrès de chirurgie de 1922.

### La création de l'Institut Pasteur

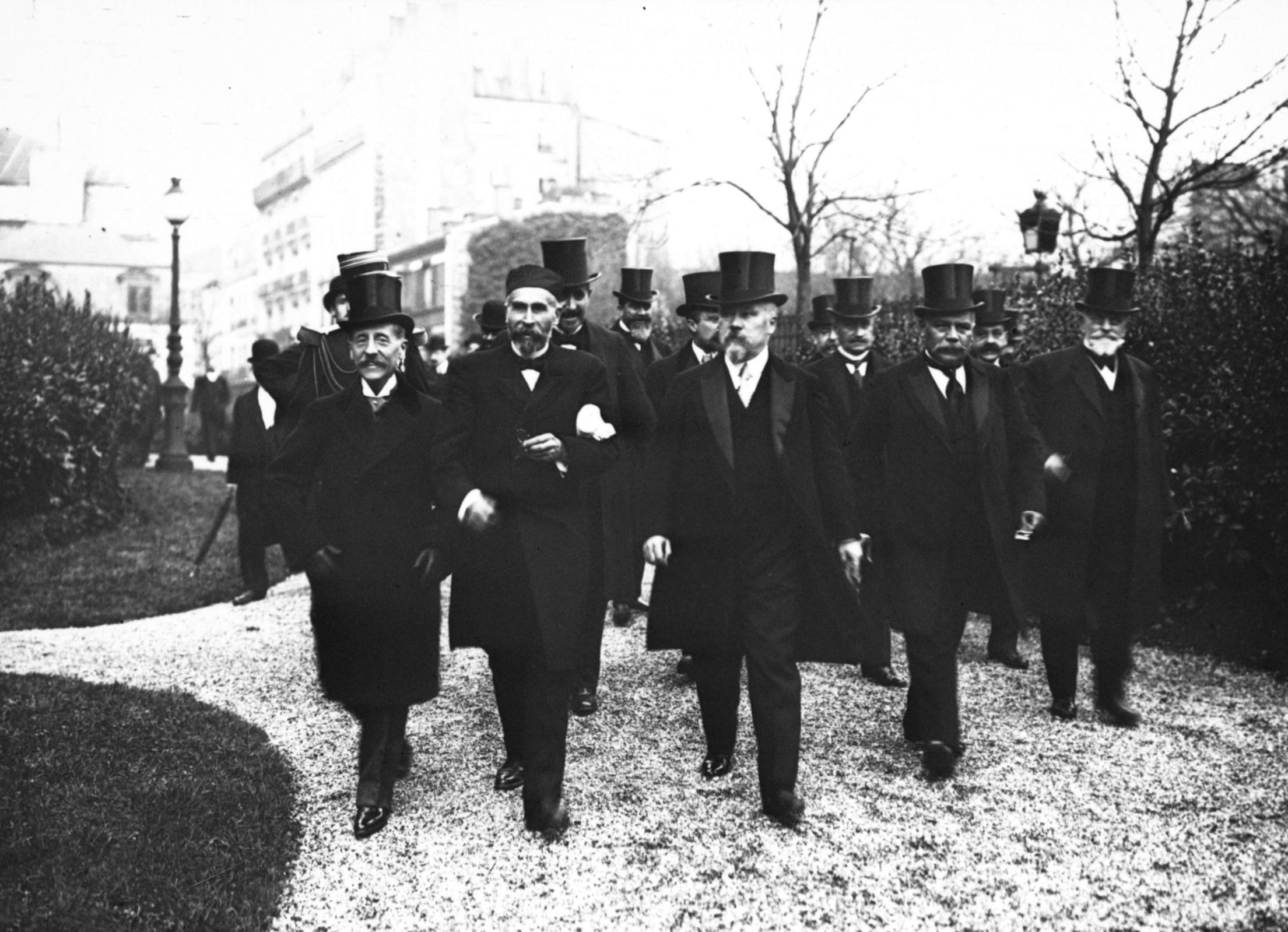
15 novembre 1913, de l'Institut Pasteur, cortège officiel, William Martin, Emile Roux, Raymond Poincaré, René Vallery-Radot et Antonin Dubost.

En 1883, et pendant les quatre années qui suivent, Émile Roux est très impliqué dans la création de ce qui devait être l'Institut Pasteur, et il partage son temps entre la recherche biomédicale et ses devoirs administratifs. En 1888, année importante dans sa carrière, il accepte le poste de directeur des services, et entre au conseil de rédaction des Annales de l'Institut Pasteur. 
En 1889, il fonde le Laboratoire de photomicrographie, que Paul Jeantet va diriger à partir de 1903 et considérablement documenter.
Dans les années suivantes, Roux se dépense sans compter dans un grand nombre de recherches sur la microbiologie et l'immunologie pratique du tétanos, de la tuberculose, de la syphilis et de la pneumonie. En 1903, il reçoit le prix Osiris, dont il reverse le montant de 100 000 francs à l'Institut Pasteur.
En 1904, il est nommé directeur général de l'Institut Pasteur (à l'ancien poste de Pasteur).
La même année, sous son impulsion l'Institut Pasteur d'Alger est créé, il en confie la direction à Edmond et Étienne Sergent.

### Le cours de Microbie Technique
En 1889, il crée le premier cours de l'Institut Pasteur, sur la technique microbiologique. Intitulé Cours de Microbie technique (nommé également Cours de monsieur Roux), cet enseignement est dirigé quasi exclusivement par Émile Roux avec le prix Nobel et Pasteurien Elie Metchnikoff jusqu'en 1914. Ce cours, ouvert à un large public de scientifiques et de médecins, mais pas exclusivement, aura une influence considérable dans la formation aux maladies infectieuses d'un grand nombre de chercheurs et de médecins français et étrangers voués à la célébrité. On citera Joseph Babinski (1857–1932), Oswaldo Cruz (1872-1917) et un total de 2365 étudiants durant les 41 sessions données entre 1889 et 1914. 
Ce cours sera très longtemps le seul dispensé à Paris, la chaire de microbiologie à la faculté de Paris n'étant créée en 1918 par Fernand Bezançon (1868–1948), et occupée par lui, qu'après un long combat politique au sein de la Faculté.
Le cours connaitra une pause de 1914 à 1922 (1ère guerre mondiale) puis sera repris par René Legroux et Julien Dumas sous le nom de Grand Cours pendant les 25 années suivantes. Il durera jusqu'en 1972, pour se scinder en deux cours distincts, Immunologie médicale et Immunologie générale. C'est la fin du Grand Cours héritier du Cours de monsieur Roux.

## Œuvres et publications
- Notice sur les travaux scientifiques, Masson (Paris), 1896, Texte intégral .
- Préface de Gabrielle Vassal, Mes trois Ans d'Annam, 1912

## Titres et distinctions
- Membre de l'Académie des sciences (1899)
- Docteur honoris causa de l'université Jagellonne (1900)[13].
- Prix Osiris (1903)
- Directeur de l'Institut Pasteur (1904-1933)
- Président de l’Œuvre de Préservation de l'Enfance contre la Tuberculose - Oeuvre Grancher (1907-1933)
- Membre du conseil de la Société de pathologie exotique (SPE) (1908)
- Émile Roux vit ses travaux récompensés par la prestigieuse médaille Copley en 1917
- Président de la conférence médicale de la Ligue des sociétés de la Croix-Rouge qui se tient à Cannes (1919).
- Président d'honneur du Congrès de chirurgie (1928)
- Membre de l'Académie de médecine, de l'Académie royale de médecine de Belgique et de l'Académie d'agriculture de France

## Décorations françaises
- Légion d'honneur[14] : 
  - Chevalier 7 juillet 1881
  - Officier 31 décembre 1892
  - Commandeur 23 octobre 1894
  - Grand officier 9 août 1913
  - Grand-croix 23 août 1920

## Hommages

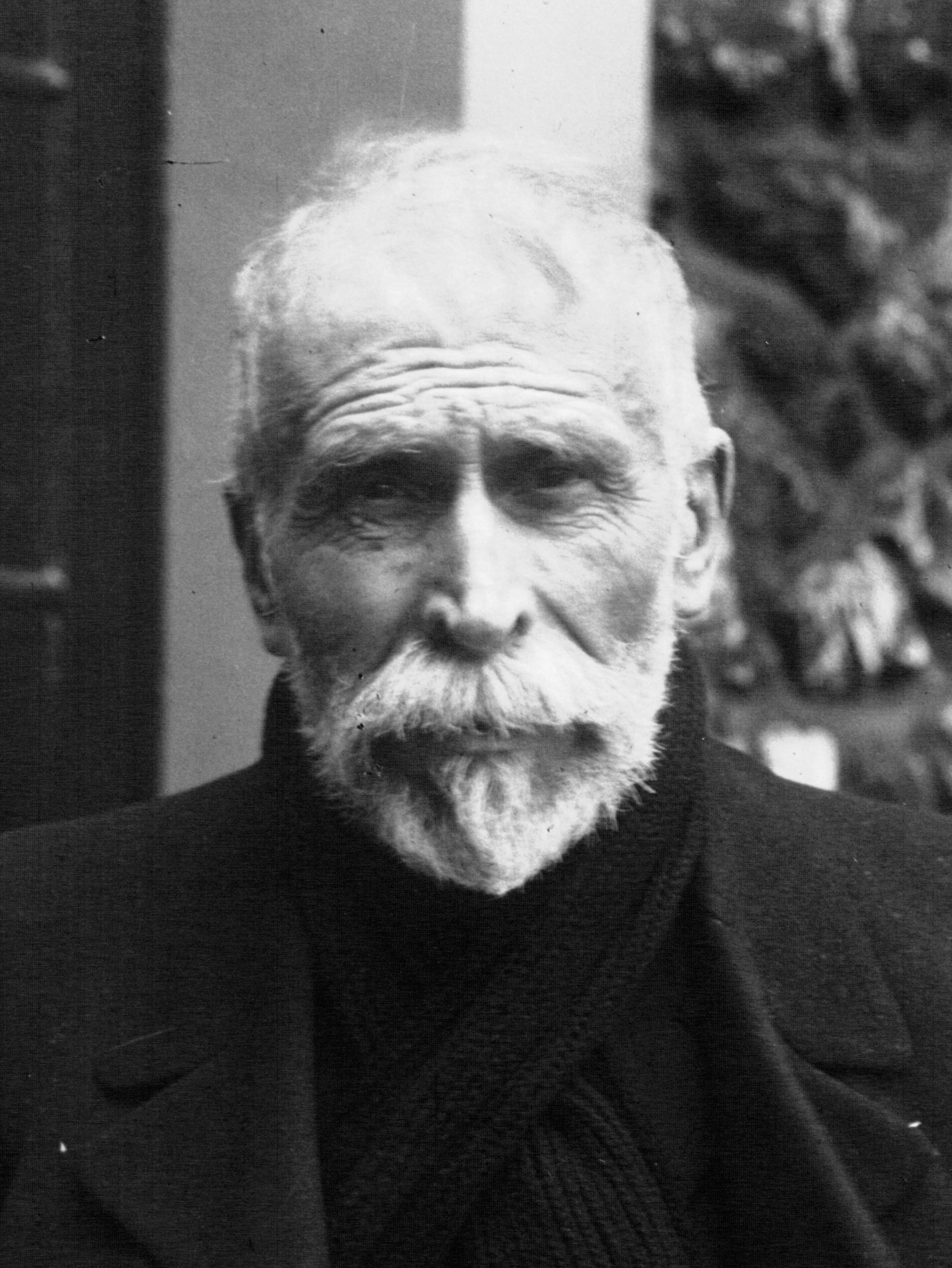
Émile Roux en 1927.

- Funérailles nationales le 9 novembre 1933[15].
- À Confolens, sa maison natale porte une plaque revêtue de l'inscription : « En ce collège le 17 décembre 1853 est né Monsieur Pierre Paul Emile Roux, fils de Jean Roux et Marie Magdeleine Pintaux, médecin découvreur charentais, élève et continuateur de Louis Pasteur, et sauveur de l'enfance humaine. Le Pays d'Ouest à l'un de ses Patrons Amis » [16].
- À Confolens, son buste, sculpté par René Pajot[17], est installé devant sa maison natale, où il a été inauguré le 14 novembre 1937 par Marc Rucart alors ministre de la Santé. Sur le piédestal qui soutient le buste est gravée l'inscription : « À Émile Roux, Directeur de l'Institut Pasteur, Bienfaiteur de l'humanité »[18].
- Le centre hospitalier du Puy-en-Velay porte le nom de « centre hospitalier Émile-Roux »[19], comme l'hôpital Émile-Roux du groupe hospitalier Henri-Mondor de l'AP-HP  à Limeil-Brévannes.
- Le lycée de Confolens, sa ville natale, porte le nom de « lycée Émile-Roux »[20], comme le collège du Cannet porte le nom de « collège Émile Roux »[21].
- Allée du Docteur-Émile-Roux à Clermont-Ferrand
- Avenue du Docteur-Émile-Roux à Bonneuil-sur-Marne, Garches, Nice, Orvault, et St Herblain
- Boulevard du Docteur-Émile-Roux à Cournon-d'Auvergne
- Place du Docteur-Émile-Roux à Chatou, Confolens, Gennevilliers et La Rochefoucauld
- Rue du Docteur-Émile-Roux dans plusieurs villes françaises, dont Aurillac, Brest, Caen, Choisy-le-Roi, Cholet, Clichy, Épinal, Étaples, Fontenay-sous-Bois, Grenoble, La Rochelle, Le Havre, Paris, Poitiers, Rennes, Compiègne et Saint-Étienne.
- Rue du Docteur-Roux à Bruxelles, et rue du Docteur-Roux à Paris, siège de l'Institut Pasteur, qu'il aura dirigé.
- À Reims, une résidence pour personnes âgées porte le nom de « Résidence Roux ».
- des écoles primaires portent également son nom, par exemple à Chelles, Massy, Montpellier.

### Philatélie
L'administration des Postes françaises émet en 1954 un timbre à surtaxe (25 francs+8 francs) à son effigie dans la série de six valeurs Célébrités du XIIe au XXe siècle.